# Nachfolge Christi
Die Nachfolge Christi (De imitatione Christi) vom Augustinermönch Thomas a Kempis (1380–1471) ist ein interkonfessionell verbreitetes geistliches Erbauungsbuch von 1418. Sie erschien zuerst anonym auf Latein und wurde seit der Einführung des Buchdrucks neben der Bibel zum vermutlich einflussreichsten, meist verbreitetsten und meist übersetzten Buch des Christentums. Das Buch gehört zur Devotio moderna, also zur mystischen deutsch-niederländischen Schule des 14. und 15. Jahrhunderts.

## Autorschaft und Verbreitung
Die Autorschaft war lange umstritten, doch ist inzwischen allgemein anerkannt, dass Thomas von Kempen Autor des Werks war. Autor jedoch in dem Sinne, dass Thomas darin Gedanken einer bestimmten mystischen Denkschule nur zusammenfasste. Die deutlichsten und frühesten Parallelen zeigen sich zu den in den letzten 200 Jahren wiederentdeckten und zusammengetragenen Schriften und Predigten von Meister Eckhart, insbesondere zu den Reden der Unterweisung und dem Buch der göttlichen Tröstung, welche um 1300 entstanden. Heinrich Seuse, Johannes Tauler, Nikolaus von Landau, Johannes von Dambach, der Franziskaner Marquard von Lindau sowie andere Autoren des 14. Jahrhunderts waren stark von Eckhart inspiriert und zitierten ihn häufig ohne Nennung seines Namens, weil seine Schriften durch eine päpstliche Bulle verurteilt worden waren. Im Schutz der Anonymität konnte Eckharts mystischer Geist mittels der Nachfolge Christi in einer für die Westkirche akzeptableren Gestalt bestehen und weite Verbreitung finden.
Die Nachfolge Christi wird als bedeutendste Anleitung zur christlichen Nachfolge angesehen und ist unter Katholiken wie Protestanten verbreitet. Die Jesuiten gaben ihr einen Platz in ihren Exerzitien. John Wesley und John Newton schrieben ihr einen Einfluss auf ihre Bekehrung zu. General Gordon trug sie selbst auf dem Schlachtfeld bei sich.
Es gibt mehr als 3000 verschiedene Ausgaben, davon allein 1000 in der British Library. Es soll allein 545 lateinische und etwa 900 französische Ausgaben geben. Es ist vermutlich das nach der Bibel am weitesten verbreitete Buch des Christentums.
Es liegt ein lateinischer Autograph von 1441 vor und es gibt eine französische Übersetzung von 1447. Erste Drucke erschienen 1488 in Toulouse. Eine handschriftliche Übersetzung ins Deutsche aus dem Jahre 1434 wird in Köln aufbewahrt. Ein erster deutschsprachiger Druck erschien 1486 in Augsburg. 1489 erschien bei Hans van Ghetelen eine mittelniederdeutsche Fassung als Dat boek van der navolghinge Ihesu Christi. Ein englischer Druck folgte 1502, ein italienischer 1488, ein spanischer 1536, ein arabischer 1663, ein armenischer 1674 und ein hebräischer 1837. Pierre Corneille schuf 1651 eine dichterische Paraphrase. Gottfried Wilhelm Leibniz, Rudolf Steiner und Dag Hammarskjöld lobten die Nachfolge Christi bzw. empfahlen sie als Erbauungs- und Schulungsbuch.

## Inhalt
Die Nachfolge Christi hat ihren Titel von der Überschrift des ersten ihrer vier Bücher. Die vier Bücher tauchen nicht in allen Ausgaben auf, auch variiert die Reihenfolge ihres Abdrucks innerhalb der Publikation. Textlich handelt es sich um eine Kompilation bzw. Anthologie von einzelnen Gedanken. Sie sind  anhand bestimmter Gesichtspunkte geordnet. Es handelt sich jedoch nicht um eine durchgängige Gedankenführung.
Das Werk ist in vier Bücher gegliedert. Die Reihenfolge des Autographs ist I-II-IV-III, im Druck meist I-II-III-IV. Buch I leitet Anfänger zum christlichen Leben an. Buch II handelt von Demut, Friedfertigkeit, Einfalt und Leidensbereitschaft. Buch IV gibt eucharistische Betrachtungen und Gebete. Buch III, das umfangreichste, beleuchtet den Trost, den der Christ durch den Umgang mit Christus empfängt. 
Das Werk will ein Handbuch zur christlichen Nachfolge sein, das der christlichen Seele auf dem Weg der Heiligung und zur Gemeinschaft mit Gott hilft. Die einzelnen Sätze sind Aussagen, keine Argumente, die aus der christlichen Erfahrung fließen. Es ist für Mönche, Nonnen, Asketen usw. bestimmt. Tragender Gedanke aller Reflexionen ist der Rat der Selbstaufgabe.
Das Leben Jesu Christi wird als höchstes mögliches Studium für Christen dargestellt, da seine Lehre die Lehren aller Heiligen weit übersteigt. Das Buch gibt Ratschläge zur Lektüre der Bibel, zum Gehorsam gegenüber geistlichen Oberen und zur Demut, Warnungen vor Versuchungen und wie man ihnen widerstehen kann, Reflexionen über den Tod und das Jüngste Gericht, Meditationen über die Hingabe an Christus und Ermunterungen, den Eitelkeiten der Welt zu entfliehen. Christus ist mehr als alle Weisheit.

## Zur Einordnung
Das Buch ist eines der am weitesten verbreiteten und bekanntesten christlichen Andachtswerke überhaupt. Es wurde allerdings von einem Augustiner-Chorherren geschrieben und ist daher hauptsächlich auf das geistliche Leben im Kloster ausgerichtet. Es legt besondere Betonung auf die Loslösung von der „vergänglichen Welt“ und gibt kaum Anweisungen für aktives Verhalten in der Welt. Für die meisten Christen ist das Buch attraktiv, weil es viel Gewicht auf Jesus Christus und die direkte Verbindung mit Gott legt.
Obwohl die Reformatoren einzelne theologische Positionen, die das Werk rezipiert, bekämpften – etwa die Verdienstlichkeit guter Werke, die Transsubstantiation, die Heiligenverehrung und das Fegefeuer –, entfaltete es trotzdem eine tiefe Wirkung auf den Protestantismus (z. B. auf Gerhard Tersteegen).

## Ausgaben
in der Reihenfolge des Erscheinens
- Thomas von Kempen: Imitatio Christi. [Anton Koberger], [Nürnberg] 1492 (Daran: Gerson, Johannes: De meditatione cordis) Digitalisat
- Heinrich Brewer: Viri, Vitae sanctimonia, & doctrinae fama eximii, Theologiae Asceticae Doctoris primarii, Canonicor. Regular. Ord. S. Augustini, Congregationis Windesheimensis, Religiosissimi Presbyteri, Thomae a Kempis, Viographia, Proque Ipsius Libris IV. De Imitatione Christi Apologia. Kinckius, Köln 1683.
- De imitatione Christi libri quatuor (= Storia e attualità, Bd. 6). Herausgegeben von Tiburzio Lupo. Libreria Editrice Vaticana, Vatikanstadt 1982, ISBN 88-209-1365-8 (Urtext).
- Nachfolge Christi. Herausgegeben von Walter Kröber, übersetzt von Johann Michael Sailer. Reclam, Ditzingen, 4. Aufl. 1986 (= Reclams Universal-Bibliothek 7883), ISBN 3-15-007663-3 (Studienausgabe), online bei Projekt Gutenberg unter Nachfolge Christi und bei Zeno.org unter Das Buch von der Nachfolge Christi
- Peter Dyckhoff: Nachfolge Christi. Geistlich leben nach Thomas von Kempen. Benno, Leipzig 2019, ISBN 978-3-7462-5453-1 (aktualisierte Neuübersetzung).
- Von der Nachfolge Christi. Die Weisheit des mittelalterlichen Klosters. Übersetzt und herausgegeben von Bernhard Lang. Reclam, Ditzingen 2022 (= Reclams Universal-Bibliothek 14239), ISBN 978-3-15-014239-4 (Neuübersetzung mit Kommentar, Glossar, Bibliographie und Angaben zur Rezeptionsgeschichte).